# Medionidus simpsonianus
Medionidus simpsonianus је шкољка из реда Unionoida и фамилије Unionidae. 

## Угроженост
Ова врста је крајње угрожена и у великој опасности од изумирања.

## Распрострањење
Сједињене Америчке Државе су једино познато природно станиште врсте.

## Станиште
Станишта врсте су речни екосистеми и слатководна подручја.